# Jagex
Jagex ltd. eller Jagex Software er en virksomhed som producerer java baserede computerspil. Ifølge grundlæggeren Paul Gower står Jagex for "Java Gaming Experts." De er bedst kendt for deres MMORPG spil RuneScape.

## Virksomheden
Jagex er vokset siden grundlæggelsen, af 2001. De har lige nu kontorer i Cambridge og London. Firmaet søgte meget efter personale, og havde i 2006 over 400 medarbejder, grupperede i udvikling, udgivelse, minigames og kunde service
De vedligeholder omkring 140  servere for "RuneScape" forskellige stedder omkring i USA Canada, Australien, Holland, Sverige, Finland, Danmark, Tyskland og England. RuneScape findes på fire forskellige sprog: Engelsk, Tysk, Fransk og Portugisisk. Derudover er der en masse lande der har deres egne worlds/verdener i spillet. Danmark havde først to. En F2P ("free to play" ikke betalende) verden (120) og en P2P ("pay to play" betalende).(67)

## Udover Runescape
Selvom det meste af Jagex arbejde går med Runescape, har de stadig fået lavet en masse andre små spil, du kan prøve på deres hjemmeside. spillene er:
- Meltdown
- Vertigo
- Flea Circus
- Gold Mine
- Monkey Puzzle

En del nye titler vil blive udsendt i 2008. De vil også bruge Java, der er ikke andre informationer om dette endnu.